# Àcid cianhídric
Àcid cianhídric és el nom de les dissolucions aquoses del cianur d’hidrogen HCN, les quals tenen propietats àcides. Se simbolitzen com HCN(aq).
En dissolució aquosa el cianur d'hidrogen reacciona amb l'aigua segons la teoria àcid-base de Brønsted-Lowry i s'estableix el següent equilibri amb formació de l'anió cianur CN– i el catió oxoni H3O+ característic de les dissolucions d'àcids:{\displaystyle {\ce {HCN(aq) + H2O(l) <=> CN^{-}(aq) + H3O+(aq)}}}L'àcid cianhídric es comporta com un àcid molt feble i té un pKa = 9,21 (constant d'equilibri Ka = 10–9,21 = 6,17 × 10–10).